# Sân bay Angoulême – Cognac
Sân bay quốc tế Angoulême – Cognac tên tiếng Pháp Aéroport d'Angoulême-Cognac (IATA: ANG, ICAO: LFBU) là một sân bay có cự ly 15 km về phía đông bắc của Angoulême, giữa Brie và Champniers, tất cả đều thuộc tỉnh Charente trong vùng Nouvelle-Aquitaine thuộc nước Pháp.

## Các hãng hàng không và tuyến bay
| Hãng hàng không | Các điểm đến               |
| --------------- | -------------------------- |
| Ryanair         | London-Stansted [theo mùa] |